# Dociostaurus kervillei
Dociostaurus kervillei är en insektsart som först beskrevs av Bolívar, I. 1912.  Dociostaurus kervillei ingår i släktet Dociostaurus och familjen gräshoppor. Inga underarter finns listade i Catalogue of Life.